# Damernas scullerfyra i rodd vid olympiska sommarspelen 2012
Damernas scullerfyra i rodd vid olympiska sommarspelen 2012 avgjordes mellan den 28 juli och 3 augusti 2012.

## Medaljörer
| Gren        | Guld                                                                               | Silver                                                            | Brons                                                       |
| Scullerfyra | Kateryna Tarasenko Natalija Dovhodko Anastasija Kozjenkova Jana Dementieva Ukraina | Annekatrin Thiele Carina Bär Julia Richter Britta Oppelt Tyskland | Natalie Dell Kara Kohler Megan Kalmoe Adrienne Martelli USA |

## Resultat

### Heat

#### Heat 1
| Placering | Roddare                                | Land     | Tid     | Noteringar |
| --------- | -------------------------------------- | -------- | ------- | ---------- |
| 1         | Thiele, Bär, Richter, Oppelt           | Tyskland | 6:13,62 | Q          |
| 2         | Dell, Kohler, Kalmoe, Martelli         | USA      | 6:15,76 | R          |
| 3         | Soćko, Leszczyńska, Lewandowska, Madaj | Polen    | 6:21,44 | R          |
| 4         | Tang, Tian, Jin, Zhang                 | Kina     | 6:24,32 | R          |

#### Heat 2
| Placering | Roddare                                                                       | Land           | Tid     | Noteringar |
| --------- | ----------------------------------------------------------------------------- | -------------- | ------- | ---------- |
| 1         | Kateryna Tarasenko, Natalija Dovhodko, Anastasija Kozjenkova, Jana Dementieva | Ukraina        | 6:14,82 | Q          |
| 2         | Faletic, Hore, Frasca, Clay                                                   | Australien     | 6:17,52 | R          |
| 3         | Gray, Trappitt, Bourke, MacFarlane                                            | Nya Zeeland    | 6:20,22 | R          |
| 4         | Wilson, Flood, Houghton, Rodford                                              | Storbritannien | 6:20,71 | R          |

### Återkval
| Placering | Roddare                                | Land           | Tid     | Noteringar      |
| --------- | -------------------------------------- | -------------- | ------- | --------------- |
| 1         | Faletic, Hore, Frasca, Clay            | Australien     | 6:18,80 | Q               |
| 2         | Dell, Kohler, Kalmoe, Martelli         | USA            | 6:19,49 | Q               |
| 3         | Wilson, Flood, Houghton, Rodford       | Storbritannien | 6:21,65 | Q               |
| 4         | Tang, Tian, Jin, Zhang                 | Kina           | 6:21,98 | Q               |
| 5         | Soćko, Leszczyńska, Lewandowska, Madaj | Polen          | 6:23,19 |                 |
| 6         | Gray, Trappitt, Bourke, MacFarlane     | Nya Zeeland    | 6:48,71 | "caught a crab" |

### Finaler

#### Final B
| Placering | Roddare                                | Land        | Tid     | Noteringar |
| --------- | -------------------------------------- | ----------- | ------- | ---------- |
| 1         | Gray, Trappitt, Bourke, MacFarlane     | Nya Zeeland | 6:56,46 |            |
| 2         | Soćko, Leszczyńska, Lewandowska, Madaj | Polen       | 6:57,20 |            |

#### Final A
| Placering | Roddare                                                                       | Land           | Tid     | Noteringar |
| --------- | ----------------------------------------------------------------------------- | -------------- | ------- | ---------- |
| 1         | Kateryna Tarasenko, Natalija Dovhodko, Anastasija Kozjenkova, Jana Dementieva | Ukraina        | 6:35,93 |            |
| 2         | Annekatrin Thiele, Carina Bär, Julia Richter, Britta Oppelt                   | Tyskland       | 6:38,09 |            |
| 3         | Natalie Dell, Kara Kohler, Megan Kalmoe, Adrienne Martelli                    | USA            | 6:40,63 |            |
| 4         | Faletic, Hore, Frasca, Clay                                                   | Australien     | 6:41,67 |            |
| 5         | Tang, Tian, Jin, Zhang                                                        | Kina           | 6:44,19 |            |
| 6         | Wilson, Flood, Houghton, Rodford                                              | Storbritannien | 6:51,54 |            |